# 乌尔施普林根
乌尔施普林根是德国巴伐利亚州的一个市镇。总面积17.99平方公里，总人口1355人，其中男性685人，女性670人（2011年12月31日），人口密度75人/平方公里。